# Ligninsulfonat
Ligninsulfonate oder auch Lignosulfonate sind die Salze der Ligninsulfonsäure, einem wasserlöslichen, anionischen, polyelektrolytischen, verzweigten Polymer. Sie sind Nebenprodukte bei der Herstellung von Zellstoff mit dem Sulfitverfahren. Technische Ligninsulfonate enthalten stets zusätzlich auch eine Mischung organischer und anorganischer Substanzen.

## Herstellung
Ligninsulfonate entstehen beim chemischen Aufschluss von Lignin, eines chemisch nicht genau definierten Biopolymers, welches, im Sulfitverfahren, mit Salzen der schwefligen Säure umgesetzt wird. Beim Aufschluss werden chemische Bindungen im hydrophoben Ligningerüst aufgebrochen und die entstehenden Fragmente durch Anlagerung von Sulfonat-Gruppen in eine wasserlösliche Form überführt.
Der Ligninabbau erfolgt meist durch saure Spaltung der Etherbrücken, welche die Monomerbausteine im Lignin miteinander verbinden. Das elektrophile Carbokation, welches bei der Etherspaltung entsteht, reagiert dann mit dem Bisulfit-Ion (HSO3−) unter Bildung einer Sulfonsäure-Gruppe.
{\displaystyle {\ce {R-O-R' + H+ -> R+ + R'-OH}}}
{\displaystyle {\ce {R+ + HSO3- -> R-SO3H}}}
Die bevorzugte Stelle für die Etherspaltung ist das α-Kohlenstoffatom (in unmittelbarer Nachbarschaft des aromatischen Rings) der Propyl-Seitenkette (3 linear angeordnete Kohlenstoffatome). Da das Lignin eine sehr komplexe Struktur hat, zeigt die folgende Abbildung nur einen vereinfachten Ausschnitt aus der Molekülstruktur. Die Gruppen R1 und R2 können dabei eine Vielzahl von weiteren Strukturenelementen entsprechen, welche im Lignin zu finden sind. Die Sulfonierung erfolgt stets an der Seitenkette (Bildung von Benzylsulfonsäure-Gruppen durch den Holmberg-Aufschluss) und nicht, wie bei der p-Toluolsulfonsäure, am aromatischen Ring.
Je nach Aufschlussverfahren erhält man als Rohligninsulfonat (Rohlauge, früher auch Sulfitablauge genannt) eine Mischung von Calcium-, Magnesium-, Natrium- oder Ammoniumligninsulfonat mit Hemicellulosen, Zuckern, Zuckersäuren, organische Säuren und anorganischen Salzen. Bei saurem Calciumbisulfit-Verfahren werden die Hemicellulosen aus der Faser teilweise in lösliche Zucker überführt, wodurch der Anteil an organischen Nebenprodukten in der Rohlauge deutlich höher ist. Dafür ist der Gehalt an anorganischem Salz geringer, da dieses als Calciumsulfat (Gips) ausfällt.
Abhängig von der geplanten Verwendung wird diese Rohlauge durch weitere Schritte aufbereitet:
- Sedimente werden durch Filtration oder Zentrifugation entfernt.
- Zucker können entweder durch Fermentation in Alkohol (Hexosen) oder in Futterhefe (Pentosen) umgewandelt oder durch chemische Prozesse in Zuckersäuren überführt werden.
- Hemicellulosen und niedrigmolekulare Ligninsulfonate können durch Ultrafiltration entfernt werden.
- durch chemische Umfällung kann das Kation im Calciumligninsulfonat durch andere Metallionen wie Kalium, Natrium, Eisen, Chrom, Mangan, Cobalt etc. ersetzt werden.
- Durch weitere chemische Modifikationen (Sulfonierung, Desulfonierung, Carboxylierung, Oxidation, Polymerisation, Depolymerisation) kann das Ligningerüst zusätzlich verändert werden.

Kommerziell werden Ligninsulfonate als Pulver (nach Sprühtrocknung) oder als konzentrierte Lösungen mit einem Feststoffgehalt von 45–55 % angeboten.

## Eigenschaften
| Ligninsulfonate  |                                                |                       |                        |                         |
| Name             | Natriumligninsulfonat                          | Calciumligninsulfonat | Ammoniumligninsulfonat | Magnesiumligninsulfonat |
| CAS-Nummer       | 8061-51-6                                      | 8061-52-7             | 8061-53-8              | 8061-54-9               |
| PubChem          | 25113562                                       | 24711                 |                        |                         |
| ECHA             |                                                | 100.111.926           | 100.111.996            | 100.111.971             |
| Summenformel     | C20H24Na2O10S2                                 |                       |                        |                         |
| Aggregatzustand  | fest                                           | fest                  |                        |                         |
| Kurzbeschreibung | brauner Feststoff mit schwachem Geruch         | gelber Feststoff      |                        |                         |
| Schmelzpunkt     | >130 °C (Zersetzung)                           | 130 °C (Zersetzung)   | <                      |                         |
| Löslichkeit      | leicht löslich in Wasser (300 g·l−1 bei 20 °C) | löslich in Wasser     |                        |                         |

Lignosulfonate sind sehr polydispers, d. h., sie haben eine sehr breite Molmassenverteilung von 1 000–400 000 Atommassen. Ligninsulfonate aus Weichholz (Nadelbäume) haben in der Regel eine deutlich höhere molare Masse als Ligninsulfonate aus Hartholz (Laubbäume), aber die (mittlere und maximale) molare Masse ist auch vom Herstellungsprozess abhängig. Sie lösen sich über einen breiten pH-Wert Bereich (1–14) leicht in Wasser, sind aber in den meisten organischen Lösemittel schlecht bis gar nicht löslich.
Je höher die molare Masse, desto hydrophober sind die einzelnen Partikel. Als Pulver sind Ligninsulfonate hell bis dunkelbraun.
Ligninsulfonate sind mit einem LD50-Wert von > 5 g/kg als nahezu ungiftig eingestuft.

## Verwendung

### Anwendungsgebiete
- Das größte Anwendungsgebiet für Ligninsulfonate ist mit rund 68 %[8] der Einsatz als Netz- und Dispergiermittel. Die dispergende Eigenschaft ist eng mit der Fähigkeit des Ligninsulfonat-Moleküls verknüpft, an Teilchenoberflächen zu adsorbieren. Die Adsorption wird dabei durch Faktoren, wie molare Masse, Oberflächenladung des Moleküls und der Teilchenoberfläche, sowie Lösungsparametern (wie Salzkonzentration, pH-Wert etc.) beeinflusst. Mit ihren negativ geladenen Sulfonatgruppen binden sie sich bevorzugt an positiv geladene mineralische Oberflächen und erzeugen dadurch eine elektrostatische Abstoßung zwischen Partikeln. Zusätzlich erzeugen sie aufgrund ihrer Teilchengröße eine sterische Abstoßung, welche deutlich stärker ist als die elektrostatische Abstoßung. Als Dispergiermittel helfen Ligninsulfonate die Viskosität von Suspensionen drastisch zu reduzieren, bzw. den Feststoffgehalt bei gleicher Viskosität signifikant zu erhöhen.
- Aufgrund ihrer guten Klebe-Eigenschaften werden Ligninsulfonate als organische Bindemittel für verschiedenste Anwendungen eingesetzt. In diesem Fall werden oft vollzuckerhaltige, d. h. nicht fermentierte, Ligninsulfonate eingesetzt, welche noch bessere Klebe-Eigenschaften aufweisen.
- Neben diesen beiden Hauptanwendungen werden Ligninsulfonate als Rohstoff für die Herstellung von verschiedenen Chemikalien eingesetzt.

Weltweit wurden im Jahre 2006 über 1 Million Tonnen Ligninsulfonate verbraucht. Die folgende Tabelle gibt einen Überblick über die Einsatzgebiete:
| Eigenschaft  | Anwendung                     | Beschreibung |
| ------------ | ----------------------------- | --- |
| dispergieren | Betonverflüssiger Fließmittel | Plastifizierung von Beton zur besseren Verarbeitbarkeit – zum Wirkungsmechanismus s. u. |
| dispergieren | Mahlhilfsmittel               | Verringerung des Energieverbrauchs beim Mahlen von Zement. |
| dispergieren | Gipskarton                    | Verringerung des Wasser- und damit des Energieverbrauchs bei der Herstellung von Gipskartonplatten. |
| dispergieren | Ziegel                        | Verringerung des Wasser- und damit des Energieverbrauchs bei der Ziegelherstellung. |
| dispergieren | Textilfarben                  | Beim Färben von Textilien werden Ligninsulfonate als Farbstoff-Dispergiermittel eingesetzt. |
| dispergieren | Ölfeldanwendungen             | Bei Erdöl- und Erdgas-Bohrungen werden Ligninsulfonate beim Bohren und bei der Verfestigung des Bohrloch verwendet.                                                                                                  |
| dispergieren | Pflanzenschutzmittel          | Pelletierung und Dispergierung von Pflanzenschutzmitteln. |
| dispergieren | Druckfarben                   | Ligninsulfonate werden verwendet um Ruß für Druckfarben, wie z. B. für Tintenstrahldruckerfarben aufzubereiten. |
| dispergieren | Emulsionsstabilisierung       | Verbesserung der Stabilität von Asphalt, Wachs-Emulsionen oder auch Kosmetika |
| dispergieren | Bleiakkumulatoren             | Ligninsulfonate helfen die Oberfläche am negativen Pol des Akkumulators zu vergrößern und verlängern dadurch dessen Lebensdauer. Zudem verbessern sie die Kaltstarteigenschaften.                                    |
| dispergieren | Komplexbildner                | Ligninsulfonate können aufgrund ihrer dispergierenden und komplexierenden Eigenschaften als Reinigungsmittel eingesetzt werden.                                                                                      |
| binden       | Wellpappe                     | Bei der Herstellung von Wellpappe werden Ligninsulfonate zugesetzt, um die Stabilität und die Festigkeit der Welle zu erhöhen.                                                                                       |
| binden       | Feuerfestmassen               | Ligninsulfonate werden als Binder bei der Herstellung von feuerfesten Massen und beim Formenbau in der Gießereitechnik eingesetzt.                                                                                   |
| binden       | Pellets                       | Herstellung von Kohlenbriketts und Eierkohlen, Pelletierung von Metallerzen, Herstellung von Futtermitteln und Düngemitteln                                                                                          |
| binden       | Staubbindung                  | Reduzierung der Staubbildung auf nicht asphaltierten Straßen. |
| binden       | Spanplatten                   | Aufgrund der phenolischen Struktur des Ligninsulfonates kann ein Teil des Phenol-Formaldehyd-Harzes durch Lignin oder Ligninsulfonat ersetzt werden. Auch die Verwendung zur Verklebung von Massivholz wurde belegt. |
| sonstige     | Vanillin                      | Herstellung von naturidentischem Vanillin. |
| sonstige     | DMS/DMSO                      | Rohstoff für die Herstellung von chemischen Substanzen. |
| sonstige     | Ethanol/Futterhefen           | Fermentierung der Pentosen und Hexosen durch Hefen. |
| sonstige     | gerben                        | Additiv zur Verbesserung des Gerbprozesses bei der Herstellung von Leder. |
| sonstige     | Phenolharze                   | In Phenolharzen können Ligninsulfonate dazu eingesetzt werden, um einen Teil des synthetischen Harzes durch den nachwachsenden Rohstoff Lignin zu ersetzen.                                                          |
| sonstige     | Düngemittel                   | zur Bodenverbesserung |

### Betonverflüssiger/Fließmittel
Die bei weitem wichtigste Anwendung für Ligninsulfonate (rund 38 %) ist der Einsatz in Betonverflüssigern oder Fließmitteln, also in Betonzusatzmitteln, welches es erlauben
- die Fließfähigkeit des Betons zu erhöhen, wodurch dieser leichter verarbeitet und verdichtet werden
- den Wassergehalt (w/z-Wert) zu reduzieren, wodurch die Dauerhaftigkeit/Lebensdauer des Betons erhöht wird
- den Zementgehalt zu verringern, wodurch die Herstellungskosten reduziert werden können

Wirkmechanismus: Die Ligninsulfonat-Moleküle adsorbieren an die Zementoberfläche und dispergieren (d. h. vereinzeln) die Zementpartikel. Dadurch wir das Wasser, welches zwischen den agglomerierten Zementpartikeln eingeschlossen ist, freigesetzt und die Mischung verflüssigt sich. Im ersten Schritt werden bevorzugt die größeren (d. h. hydrophoberen) Moleküle adsorbieren. Die Ligninsulfonat-Moleküle binden sich hauptsächlich an die C3A und C4AF Phasen des Zements, während die C3S und C2S Phasen wenig bis gar nicht belegt werden. Die bei der Reaktion von Wasser und Zement gebildeten Hydratphasen werden die Ligninsulfonat-Moleküle zwar einerseits überwachsen, können ihrerseits aber auch wiederum von weiteren Ligninsulfonat-Molekülen belegt werden.
Aufgrund des beschriebenen Wirkmechanismus‘ und der Vielzahl der funktionellen Gruppen im Ligninsulfonat-Molekül zeigen diese im Gegensatz zu synthetischen Rohstoffen eine sehr breite Verträglichkeit und gute Wirksamkeit mit verschiedenen Zementen.
Im Rohstoff vorhandene Zucker und Hemicellulosen aber auch das Ligninsulfonat selbst können zu einer Verzögerung (verzögerte Festigkeitsentwicklung) des Zements führen. Ligninsulfonate mit besonders hoher molarer Masse ergeben eine geringere Verzögerung und eine höhere Wirksamkeit, so dass sie erfolgreich auch in selbsverdichtendem Beton eingesetzt werden können.

### Ausgangsstoff zur Herstellung anderer Stoffe
Durch Oxidation von Ligninsulfonaten aus Weichholz kann Vanillin (Vanillearoma) und dessen Derivate gewonnen werden.
Dimethylsulfid und Dimethylsulfoxid, wichtige organische Lösemittel, können aus Ligninsulfonaten hergestellt werden. Der erste Schritt beinhaltet die Bildung von Dimethylsulfid (DMS), welches beim Erhitzen von Ligninsulfonaten mit Sulfiden oder elementarem Schwefel entsteht. Die Methylgruppe kommt von Methylethern, welche im Lignin vorhanden sind. Durch Oxidation des Dimethylsulfids mit Stickstoffdioxid erhält man dann Dimethylsulfoxid (DMSO).
Die im Rohligninsulfonat enthaltenen Zucker können durch Fermentation mit Hefen umgewandelt werden. Dabei entsteht aus den Hexosen, welche vorwiegend in Weichholz vorhanden sind, durch alkoholische Gärung Ethanol. Bei der Vergärung von Pentosen entsteht kein Alkohol, sondern CO2, jedoch können die Bedingungen so gewählt werden, dass sich die Hefen stark vermehren, um Futterhefe zu produzieren.

### Weitere
Ligninsulfonate werden als Mahlhilfen bei der Herstellung von Zement eingesetzt. Heute werden sie vor allem dazu genutzt, um den Durchsatz der Zementmühle zu erhöhen und den Energieverbrauch zu verringern. Da sie aber auch den Feststoffgehalt von Suspension erhöhen können, wurden und werden sie im historischen Nassprozess eingesetzt, um den Durchsatz zu erhöhen und den Energiebedarf zu senken.
Ligninsulfonate werden bei der Herstellung von Gipskarton eingesetzt, um die Wassermenge zu reduzieren, welche benötigt wird, um die Gips-Suspension zu verflüssigen. Dies ermöglicht eine Verringerung der Ofentemperatur, die zur Trocknung der Platten benötigt wird, was wiederum hilft den Energieverbrauch zu reduzieren.
Bei der Herstellung von Ziegeln wird die dispergierende Wirkung von Ligninsulfonaten eingesetzt, um die Tonmischung zu homogenisieren. Dadurch wird das Risiko der Rissbildung sowohl beim Trocknungsprozess als auch beim Brennen verringert.
Die Farbstoff-Pigmente werden durch Ligninsulfonate dispergiert und besser an die Textilfasern gebunden. Dabei zeigen Ligninsulfonate eine besondere gute Wärmebeständigkeit.
Bei Öl- und Gasbohrungen werden Ligninsulfonate dazu verwendet, um die Viskosität der Bohrspülsuspension zu verringern, bzw. Feststoffgehalt und damit die Dichte zu erhöhen. Hier ersetzen sie Tanninsäure, welche aus Quebracho (ein Tropenholz) hergestellt wird. Auch werden Tiefbohrzemente, welche verwendet werden, um das Bohrloch vor der Förderung zu stabilisieren, mit Ligninsulfonaten verflüssigt und verzögert (d. h. längere Verarbeitungszeit des angemischten Zements).
Ligninsulfonate werden u. a. dazu eingesetzt um Pflanzenschutzmittel, wie Netzschwefel, zu pelletieren und später in Wasser zu dispergieren. Sie können auch dazu eingesetzt werden, um die Nährstoffaufnahme über die Wurzel und damit das Pflanzenwachstum verbessern.
Bei der Herstellung von Kohlenbriketts und Eierkohlen werden Ligninsulfonate in geringen Mengen zugesetzt, um die Festigkeit zu erhöhen. In Futtermitteln verbinden Ligninsulfonate die einzelnen – in der Regel pulver- oder staubförmigen – Rohstoffe zu stabilen Pellets.
Auf nicht asphaltierten Straßen werden Ligninsulfonate eingesetzt, um Staubbildung und damit Erosion des Untergrundes zu reduzieren.